# Microtegeus rimosus
Microtegeus rimosus är en kvalsterart som beskrevs av Hammer 1982. Microtegeus rimosus ingår i släktet Microtegeus och familjen Microtegeidae. Inga underarter finns listade i Catalogue of Life.